# The Haunted Mansion (2003)
The Haunted Mansion is een Amerikaanse fantasyfilm uit 2003 gebaseerd op de gelijknamige attractie in Disneyland. De film is geregisseerd door Rob Minkoff met in de hoofdrollen Eddie Murphy, Terence Stamp, Jennifer Tilly, Marsha Thomason en Nathaniel Parker. De film ging in de Verenigde Staten in première op 26 november 2003. In Nederland draaide hij op 25 maart 2004 voor het eerst in de bioscopen.

## Synopsis
Workaholic en makelaar Jim Evers en zijn vrouw Sara ontvangen een vreemd telefoontje van een man genaamd Ramsley met het verzoek of Sara naar het mysterieuze Gracey Manor wil komen. Jim ziet zijn kans en probeert er geld uit te slaan als makelaar, maar om zijn familie zoet te houden vermomt hij het als een "familie-uitje". Daar aangekomen ontdekt hij dat de eigenaar van het huis, Master Gracey, een geest is. Hij heeft eeuwen geleden zijn vrouw verloren. Sara die als twee druppels water op zijn overleden vrouw lijkt, moet nu als Master Gracey's bruid dienen. Jim moet alles op alles zetten om de vloek te verbreken en ontdekt hoe belangrijk zijn familie voor hem is.

## Opbrengsten
The Haunted Mansion bracht in het openingsweekend in de Verenigde Staten ongeveer $ 35.000.000 op. In totaal bracht de film in de V.S. $75.847.266 op, amper een kwart van zijn attractie voorganger: Pirates of the Caribbean: The Curse of the Black Pearl. De film deed het maar marginaal beter in het buitenland met een wereldwijd totaalopbrengst van $ 106.443.000.

## Rolverdeling
- Eddie Murphy als Jim Evers: een workaholic makelaar. Hij is vaak te laat voor familie bijeenkomsten of verjaardagen. Hij probeert het elke keer goed te maken.
- Terence Stamp als Ramsley: De Engelse butler van Gracey Manor en een vaderfiguur voor Master Gracey.
- Nathaniel Parker als Master Edward Gracey: Eigenaar van Gracey Manor. Hij is beleefd en vriendelijk en verlangt naar zijn verloren liefde Elizabeth na haar ogenschijnlijke zelfmoord. In een poging om haar terug te vinden in het hiernamaals heeft hij ook zelfmoord gepleegd, maar zonder succes.
- Marsha Thomason als Sara Evers/Elizabeth Henshaw: Vrouw van Jim. Master Gracey gelooft dat zij de herboren Elizabeth is en probeert vriendschap met haar te sluiten.
- Marc John Jefferies als Michael Evers: De tien jaar oude zoon van Jim. Bang van spinnen die hij overwint nadat hij Jim en Megan van een groep zombies probeert te redden.
- Aree Davis als Megan Evers: Een typisch 13-jarige dochter van Jim. Ongeduldig en koppig.
- Jennifer Tilly als Madame Leota: Een zigeunervrouw wier hoofd in een glazen bol, gevuld met groene rook opgesloten zit. Ze is heel intelligent en gevat en bezit over magische krachten.
- Wallace Shawn als Ezra: Een onhandige hulp die zich altijd zorgen maakt om in de problemen te geraken. Desondanks helpt hij de familie Evers.
- Dina Waters als Emma: Een zenuwachtige maar behulpzame hulp die doodsbang lijkt te zijn van Ramsley.

## Trivia
- Dit is de tweede film gebaseerd op een attractie van Disneyland. De eerste was Pirates of the Caribbean: The Curse of the Black Pearl.
- De krantenjongen in de openingsscène is het neefje van de regisseur.
- Er zijn verscheidene Hidden Mickeys (Verborgen Mickey's) te zien in de film.
- De rode bank in de bibliotheek is die van Kapitein Nemo uit de film 20.000 Mijlen Onder de Zee.